# Britisch-japanische Beziehungen
Die Britisch-japanischen Beziehungen reichen bis in das frühe 17. Jahrhundert zurück und sind durch wechselvolle Phasen geprägt. Offizielle diplomatische Beziehungen bestehen seit 1858. Beide Länder waren zu Beginn des 20. Jahrhunderts verbündet, kämpften jedoch im Zweiten Weltkrieg gegeneinander, bevor sie nach 1945 ihre Beziehungen neu aufbauten. Im 21. Jahrhundert unterhalten Großbritannien und Japan eine enge strategische Partnerschaft. Sie teilen grundlegende Werte wie Demokratie und Rechtsstaatlichkeit und betrachten einander als jeweils engsten Sicherheitspartner in Europa bzw. Asien. Auch wirtschaftlich und kulturell sind die Beziehungen intensiv, geprägt durch ein hohes Handelsvolumen, bedeutende wechselseitige Investitionen sowie vielfältigen kulturellen Austausch.

## Geschichte

### Frühe Beziehungen

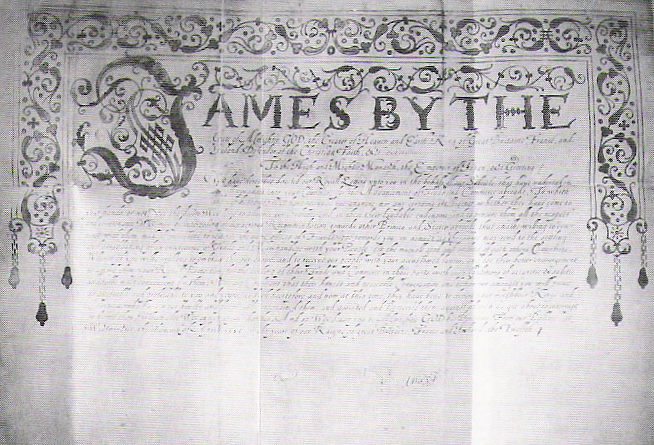
Brief von König Jakob I. an den Shogun Tokugawa Ieyasu (1613)

Der erste direkte Kontakt kam 1600 zustande, als der englische Seefahrer William Adams in Japan Schiffbruch erlitt und als erster Brite das Land erreichte. Adams gewann das Vertrauen des Shoguns Tokugawa Ieyasu, erhielt den Rang eines Samurai und diente als Berater, was den Weg für weitere Kontakte ebnete. Im Jahr 1613 schloss Kapitän John Saris im Auftrag der Englischen Ostindien-Kompanie mit Unterstützung von Adams ein erstes Handelsabkommen zwischen König Jakob I. und dem Shogun. In der Folge wurde eine englische Handelsniederlassung in Hirado errichtet; diese „English Factory“ bestand jedoch nur von 1613 bis 1623 und wurde mangels wirtschaftlichen Erfolgs wieder aufgegeben.
In der Edo-Zeit betrieb Japan ab den 1630er Jahren eine isolationistische Politik (Sakoku), die fast alle ausländischen Kontakte unterband. Ausländer – mit Ausnahme einer kleinen holländischen Handelsstation in Nagasaki – mussten das Land verlassen, und Japan blieb über zwei Jahrhunderte weitgehend abgeschlossen. Erst Mitte des 19. Jahrhunderts öffnete sich Japan unter dem Druck westlicher Mächte wieder. Großbritannien gehörte zu den Nationen, die Handelszugang erhielten: 1854 wurde ein Freundschaftsvertrag geschlossen, und 1858 folgte der Anglo-Japanische Vertrag über Freundschaft und Handel, der offizielle diplomatische Beziehungen begründete. Wie andere frühe Verträge war auch dieses Abkommen ungleich und gestand Briten extraterritoriale Rechte zu. Großbritannien war allerdings 1894 die erste westliche Macht, die bereit war, die ungleichen Verträge zu revidieren und Japans volle Souveränität in Rechts- und Zollfragen anzuerkennen.

### Meiji-Ära bis Zweiter Weltkrieg

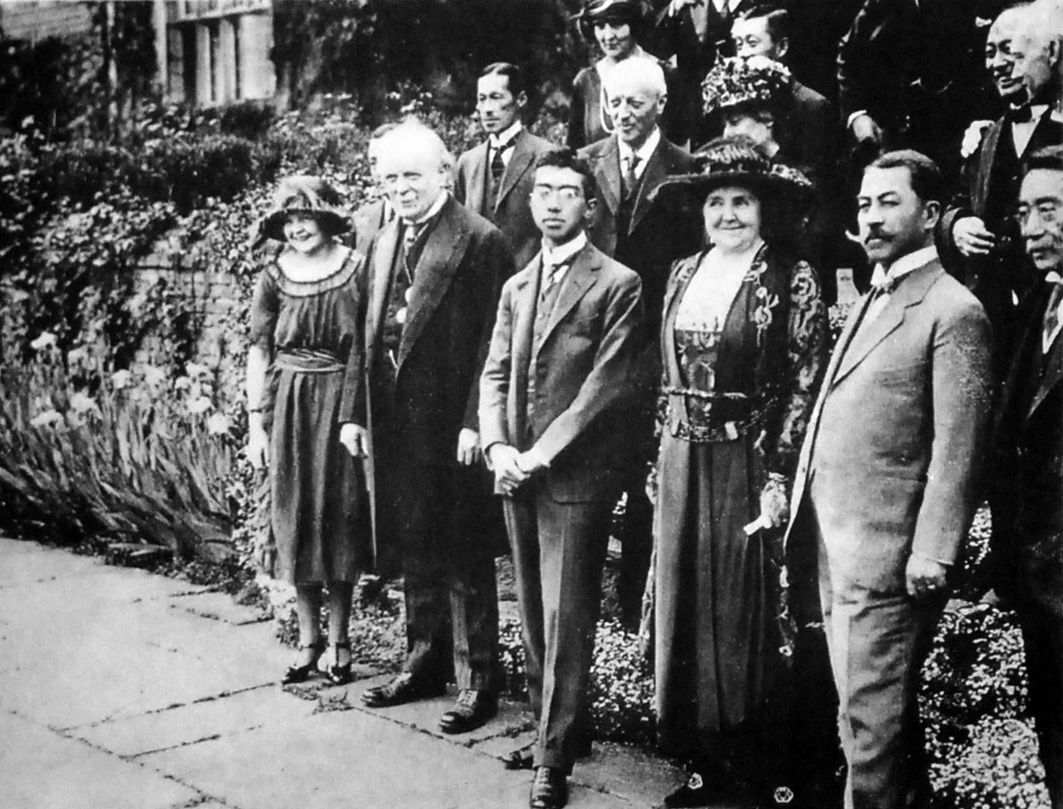
Kronprinz Hirohito mit Lloyd George (1921)

Während der Meiji-Zeit (1868–1912) orientierte sich das modernisierende Japan in vielen Bereichen an Großbritannien. Britische Fachleute wirkten als Berater in Japan, insbesondere beim Aufbau der Kaiserlichen Marine, und zahlreiche junge Japaner gingen zum Studium nach Großbritannien. So reisten 1863 fünf Samurai aus dem Chōshū-Klan – die später als „Chōshū Five“ bekannt wurden – heimlich nach London, darunter Itō Hirobumi und Inoue Kaoru, die nach ihrer Rückkehr als Premierminister bzw. Außenminister eine zentrale Rolle in Japans Modernisierung spielten. Die Annäherung fand ihren Ausdruck auch auf politischer Ebene: 1902 schlossen Japan und Großbritannien die Anglo-Japanische Allianz, das erste formelle Bündnis zwischen einer asiatischen und einer westlichen Großmacht. Das Bündnis war strategisch motiviert und richtete sich vor allem gegen die Expansion des Russischen Kaiserreichs in Ostasien. In den folgenden Jahren kooperierten beide Länder eng; Großbritannien unterstützte Japans Position im Russisch-Japanischen Krieg 1904/05 (ohne sich allerdings militärisch zu beteiligen) und Japan stand im Ersten Weltkrieg auf Seiten der Entente, was ihm die Eroberung deutscher Kolonialbesitzungen in Asien ermöglichte.
Nach dem Ersten Weltkrieg verlor die Allianz jedoch an Rückhalt. Unter dem Druck der USA und im Rahmen der Washingtoner Flottenverträge wurde das britisch-japanische Bündnis 1921/23 nicht erneuert und offiziell beendet. In den 1930er Jahren verschlechterten sich die Beziehungen rapide, als Japan eine aggressive Expansionspolitik in China verfolgte und sich 1940 mit Deutschland und Italien zum Dreimächtepakt zusammenschloss. Großbritannien reagierte mit Sanktionen, und nach Japans Angriff auf die britischen Kolonialgebiete in Südostasien (gleichzeitig mit dem Überfall auf Pearl Harbor im Dezember 1941) erklärten beide Staaten einander den Krieg. Im Pazifikkrieg erlitt Großbritannien zunächst schwere Niederlagen – etwa den Verlust Singapurs 1942 – wobei sich die britische Position in Asien von diesen Niederlagen nie wieder völlig erholte. Mit der japanischen Kapitulation im August 1945 endete der Konflikt; die einstigen Verbündeten hatten als Kriegsgegner einen völligen Bruch ihrer Beziehungen erlebt.

### Beziehungen nach 1945

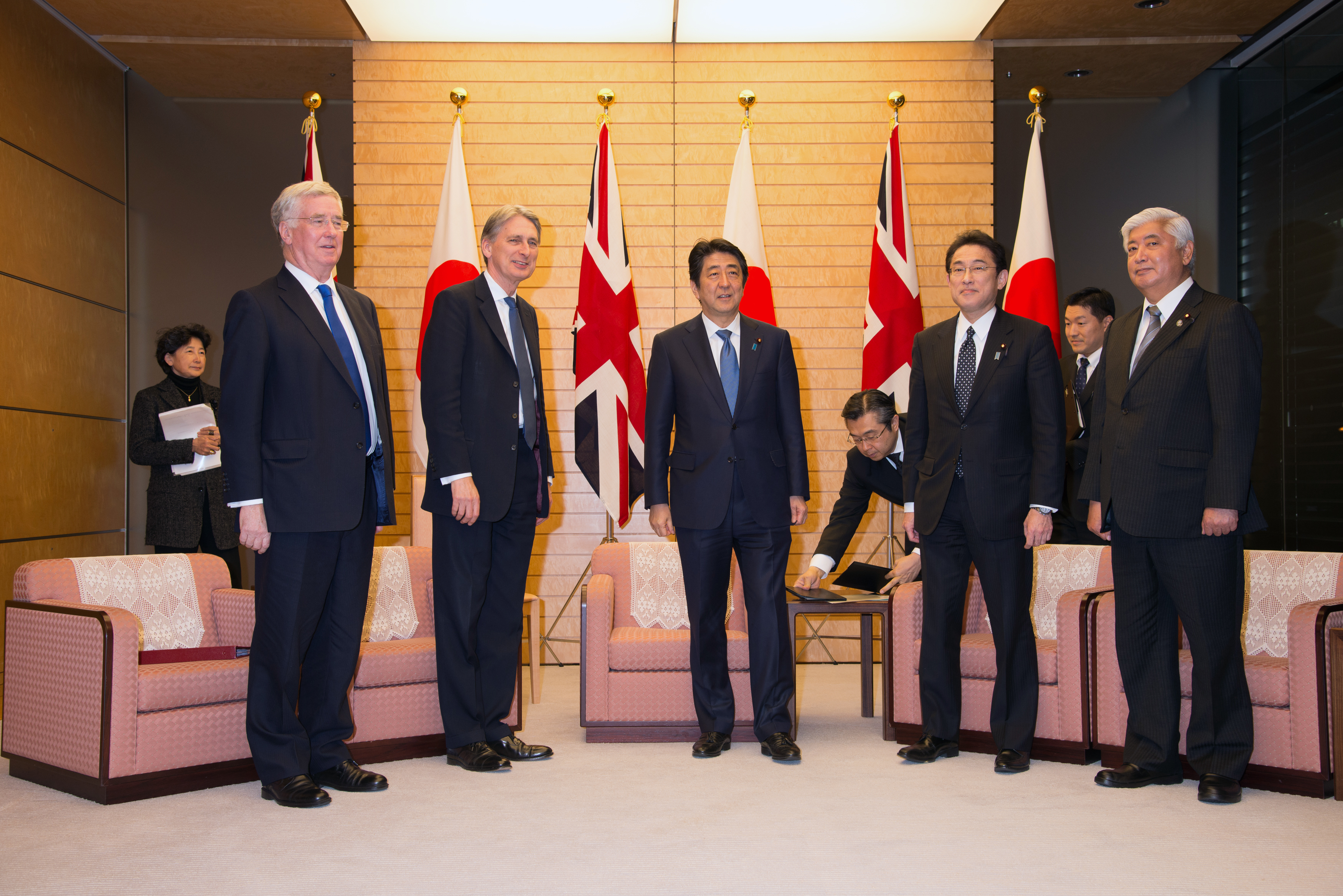
Britisch-japanisches Meeting (2016)

Nach dem Zweiten Weltkrieg bemühten sich Großbritannien und Japan, ihre Beziehungen auf neuer Grundlage wiederherzustellen. Japan unterstand bis 1952 einer alliierten Besatzungsverwaltung, an der auch britische Truppen im Rahmen der Commonwealth Occupation Force beteiligt waren. Mit dem Inkrafttreten des Friedensvertrags von San Francisco im April 1952 erlangte Japan die volle Souveränität zurück, und die formellen diplomatischen Beziehungen zu Großbritannien wurden wieder aufgenommen. In den folgenden Jahrzehnten entwickelten sich die bilateralen Kontakte vor dem Hintergrund des Kalten Krieges freundschaftlich. Beide Länder waren enge Verbündete der USA und teilten das Interesse an Stabilität und wirtschaftlichem Wiederaufbau in Asien und Europa. Hochrangige Besuche unterstrichen die Aussöhnung: So reiste 1971 Kaiser Hirohito zu einem Staatsbesuch nach London, und 1975 besuchte Königin Elisabeth II. als erster britischer Monarch Japan.
Besondere Dynamik gewannen die britisch-japanischen Beziehungen in den 1980er Jahren. Japans wirtschaftlicher Aufstieg fiel mit der Regierungszeit von Premierministerin Margaret Thatcher zusammen, die enge Bande zu Premier Yasuhiro Nakasone knüpfte. Japanische Unternehmen investierten in großem Umfang im Vereinigten Königreich, vor allem in der Automobilproduktion (Eröffnung von Werken etwa durch Nissan und Toyota) und der Elektronikbranche. Diese Investitionen trugen erheblich zur Belebung der britischen Industrie bei und festigten die Partnerschaft beider Länder. Zugleich wurde 1984 auf Initiative Thatchers und Nakasones die UK-Japan 21st Century Group gegründet, ein bilaterales Forum aus Parlamentariern, Wirtschaftsführern und Wissenschaftlern, das seither in jährlichen Konferenzen den Austausch und die Zusammenarbeit in verschiedenen Bereichen fördert.
Seit den 2000er Jahren bauen Großbritannien und Japan ihre Kooperation weiter aus, auch im sicherheitspolitischen Bereich. 2007 vereinbarten beide Regierungen eine Joint Declaration on Security Cooperation, gefolgt von regelmäßigen 2+2-Gesprächen der Außen- und Verteidigungsminister. Im Januar 2023 unterzeichneten Premierminister Fumio Kishida und Premier Rishi Sunak ein bilaterales Truppenstationierungsabkommen (Reciprocal Access Agreement), das gemeinsamen Militärübungen und Truppenbesuchen rechtlichen Rahmen gibt. Großbritannien ist nach Australien erst der zweite Staat, mit dem Japan ein solches Abkommen abschloss. Beide Seiten heben hervor, dass durch diese Übereinkunft die Sicherheitszusammenarbeit auf ein neues Niveau gehoben wird und sie zur Verwirklichung eines „freien und offenen Indo-Pazifik“ beitragen soll. Auch bei Rüstungsprojekten kooperieren die Länder mittlerweile eng: So entwickelten Großbritannien, Japan und Italien gemeinsam das Kampfflugzeugprogramm Global Combat Air Programme (GCAP) für ein neuartiges Mehrzweck-Kampfflugzeug der nächsten Generation.

## Wirtschaftsbeziehungen
Die wirtschaftlichen Beziehungen zwischen Japan und dem Vereinigten Königreich sind eng. Das bilaterale Handelsvolumen beträgt 2024 knapp 30 Milliarden Pfund Sterling. Damit ist Japan einer der wichtigsten Handelspartner Großbritanniens in Asien (Platz 15 im globalen Vergleich). Umgekehrt zählt Großbritannien für Japan zu den bedeutendsten Absatzmärkten in Europa. Japan exportiert vor allem Kraftfahrzeuge und Kfz-Teile, Maschinen und elektronische Produkte nach Großbritannien, während zu den britischen Exporten nach Japan insbesondere Maschinenbauprodukte (z. B. Motoren), pharmazeutische Erzeugnisse sowie Kraftfahrzeuge gehören. Beide Länder haben zudem einen umfangreiche Austausch an Dienstleistungen, etwa im Finanz- und Versicherungssektor (London und Tokio als Finanzzentren).
Japan ist ein wichtiger Auslandsinvestor in Großbritannien. Ende 2023 betrug der Bestand japanischer Direktinvestitionen in Großbritannien rund 86,5 Milliarden £, was etwa 4,2 % aller ausländischen Investitionen im UK ausmacht. Diese Investitionen schaffen Arbeitsplätze und haben Großbritannien seit den 1980er Jahren als Tor zum europäischen Markt für japanische Firmen attraktiv gemacht. Knapp 1000 japanische Unternehmen beschäftigen im Vereinigten Königreich knapp 160.000 Arbeiter. Umgekehrt sind britische Investitionen in Japan vergleichsweise geringer (rund 3,2 Mrd. £ im Jahr 2023) und konzentrieren sich vor allem auf den Dienstleistungssektor.
Nach dem Austritt des Vereinigten Königreichs aus der EU (Brexit) haben beide Staaten ein eigenes Freihandelsabkommen geschlossen. Im Oktober 2020 unterzeichneten London und Tokio das Comprehensive Economic Partnership Agreement (CEPA), das zum 1. Januar 2021 in Kraft trat. Dieses Abkommen sichert im Wesentlichen die zuvor im EU-Japan Economic Partnership Agreement gewährten Handelspräferenzen und ergänzt sie in einigen Bereichen (z. B. beim elektronischen Handel und Finanzdienstleistungen). 2023 trat das Vereinigte Königreich außerdem dem Handelsabkommen CPTPP bei. 2022 vereinbarten beide Länder zudem die Einrichtung eines Wirtschafts-„2+2“-Dialogs, bei dem Außen- und Handelsminister gemeinsam strategische Wirtschaftsfragen erörtern.

## Kulturbeziehungen

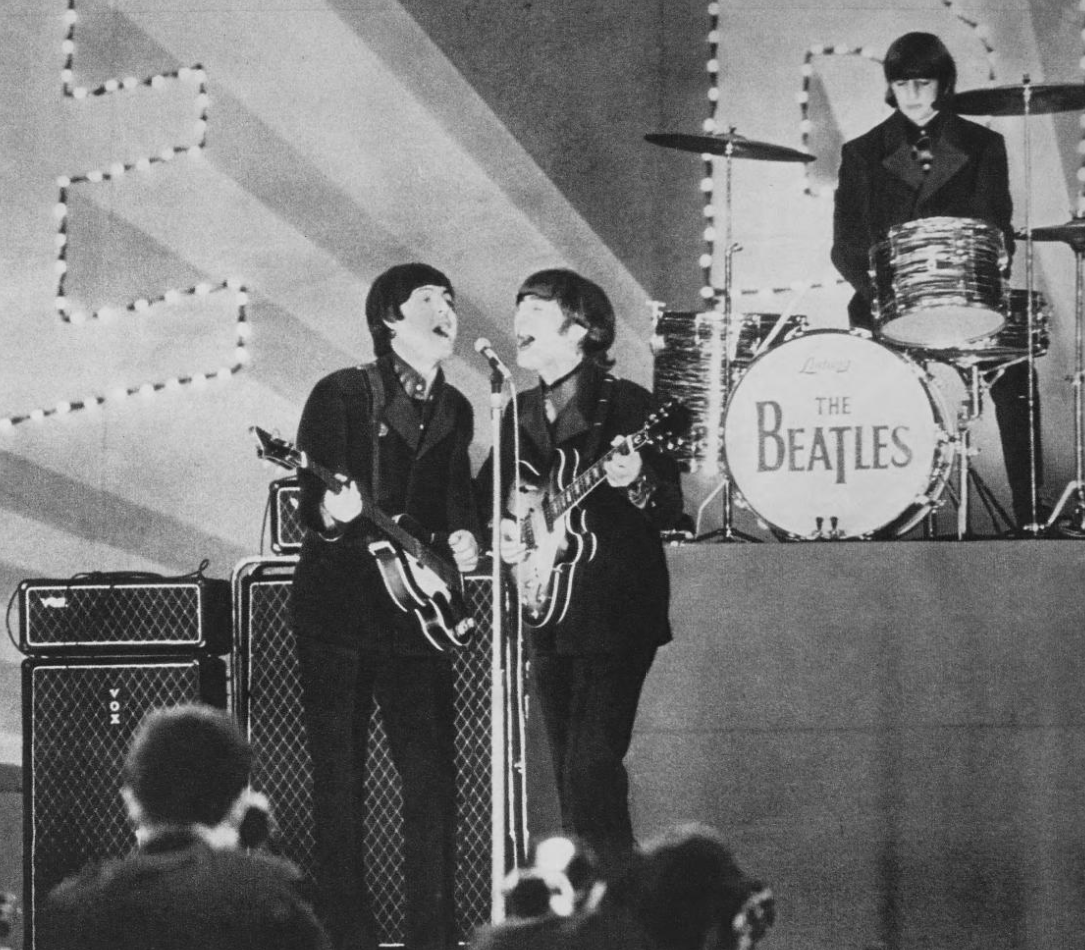
Die Beatles bei einem Auftritt in Japan (1966)

Auch kulturell bestehen vielfältige Beziehungen zwischen Japan und Großbritannien. Bereits in der Meiji-Zeit reisten japanische Gesandte, Studenten und Geschäftsleute nach Großbritannien, um dort zu lernen und Kontakte zu knüpfen. Umgekehrt lebten britische Experten in Japan und trugen als Lehrer, Ingenieure und Berater zur Einführung westlicher Wissenschaft und Technik bei. Diese wechselseitigen Einflüsse legten den Grundstein für das gegenseitige kulturelle Verständnis. In der ersten Hälfte des 20. Jahrhunderts entstanden in beiden Ländern Gesellschaften zur Förderung der bilateralen Beziehungen, wie die Japan Society of the UK in London (1891) und die Japan-British Society in Tokio (1908).
Nach einer Unterbrechung durch den Zweiten Weltkrieg wurden die kulturellen Verbindungen rasch wieder aufgenommen. 1953 eröffnete Großbritannien eines seiner ersten British-Council-Büros in Tokio, um englische Sprache und Kultur zu vermitteln. Ebenso ist Japan mit Kulturinstituten im UK präsent, etwa durch die Japan Foundation und regelmäßige Japan-Festivals. Kulturelle Höhepunkte bilden gegenseitige Veranstaltungsjahre und Austauschprogramme. 2018 begingen beide Länder feierlich das 160-jährige Jubiläum ihrer diplomatischen Beziehungen. In London wurde in diesem Jahr das Japan House als Kultur- und Informationszentrum eröffnet, um der britischen Öffentlichkeit japanische Kultur, Design und Innovation näherzubringen. Von 2019 bis 2021 fand die offizielle Japan-UK Season of Culture statt – eine vom British Council koordinierte Kultursaison, die anlässlich der Rugby-Weltmeisterschaft 2019 in Japan und der (wegen der COVID-19-Pandemie verschobenen) Olympischen Spiele 2020 in Tokio ins Leben gerufen wurde. In deren Rahmen gab es in beiden Ländern über tausend Veranstaltungen, Ausstellungen, Konzerte und Austauschprojekte, die die kreative Zusammenarbeit britischer und japanischer Künstler, Technologen und Institutionen förderten.
Rund 64.000 japanische Staatsbürger leben (Stand 2024) in Großbritannien und bilden dort Exilgemeinschaften in London und anderen Städten. Umgekehrt haben fast 20.000 Briten ihren Wohnsitz in Japan und tragen zum kulturellen Austausch vor Ort bei. Jährlich besuchen zehntausende Touristen, Studierende und Geschäftsleute das jeweils andere Land. Für japanische Touristen ist London ein beliebtes Ziel und für Briten ist Japan ein immer beliebteres Reiseziel. Populärkulturell besteht gegenseitige Faszination: Britische Musik, Mode und Bildung genießen in Japan hohes Ansehen, während in Großbritannien ein lebhaftes Interesse an japanischer Kultur – von Kulinarik und Kampfkünsten bis hin zu Anime und Manga – besteht. Nicht zuletzt pflegen auch die Königshäuser beider Länder herzliche Kontakte. Kaiser Naruhito (damals Kronprinz) studierte in den 1980er Jahren an der University of Oxford.

## Diplomatie
- Das Vereinigte Königreich hat eine Botschaft in Tokio sowie ein Generalkonsulat in Osaka.
- Japan hat eine Botschaft in London und Generalkonsulate in Edinburgh.

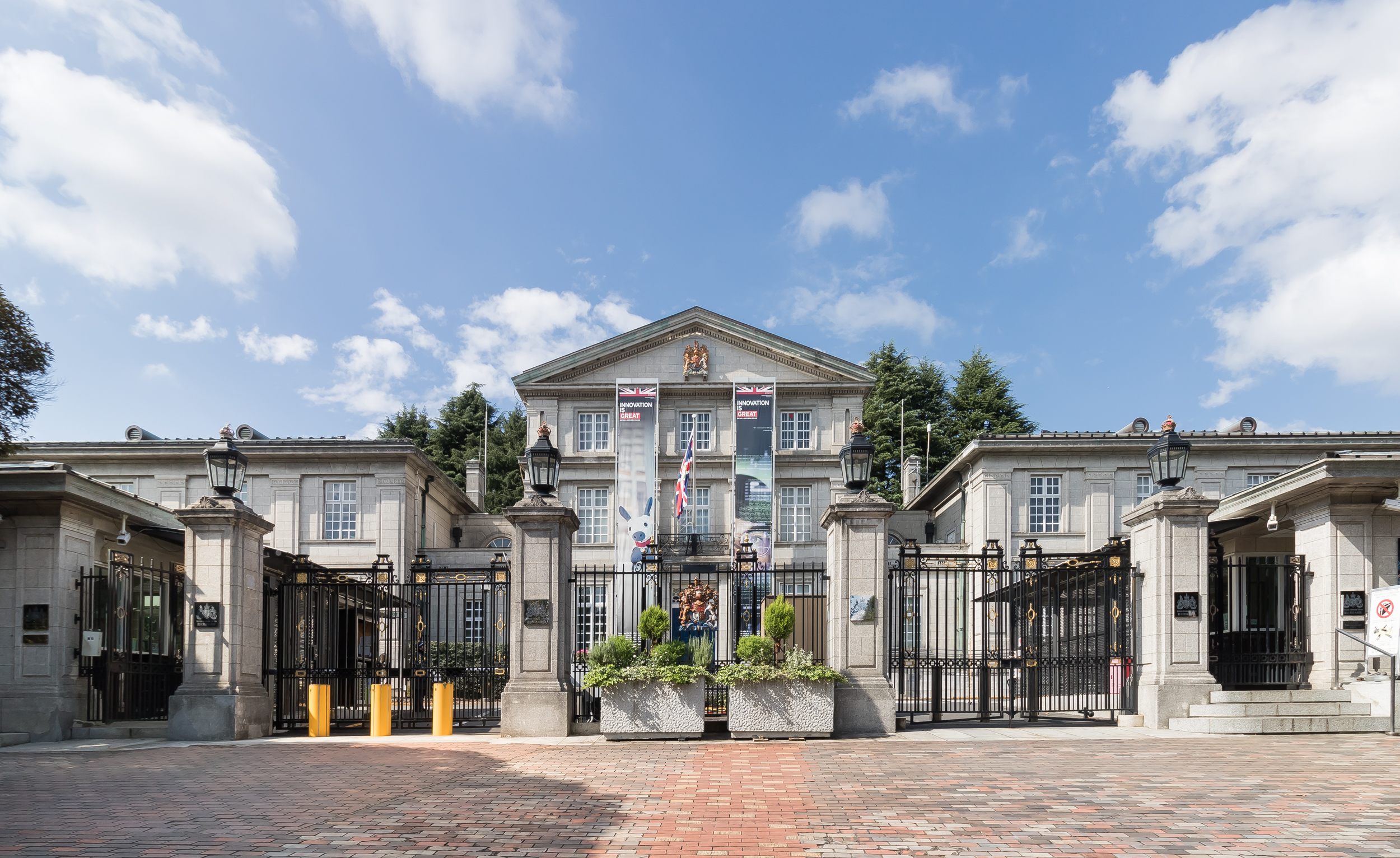
Britische Botschaft in Tokio
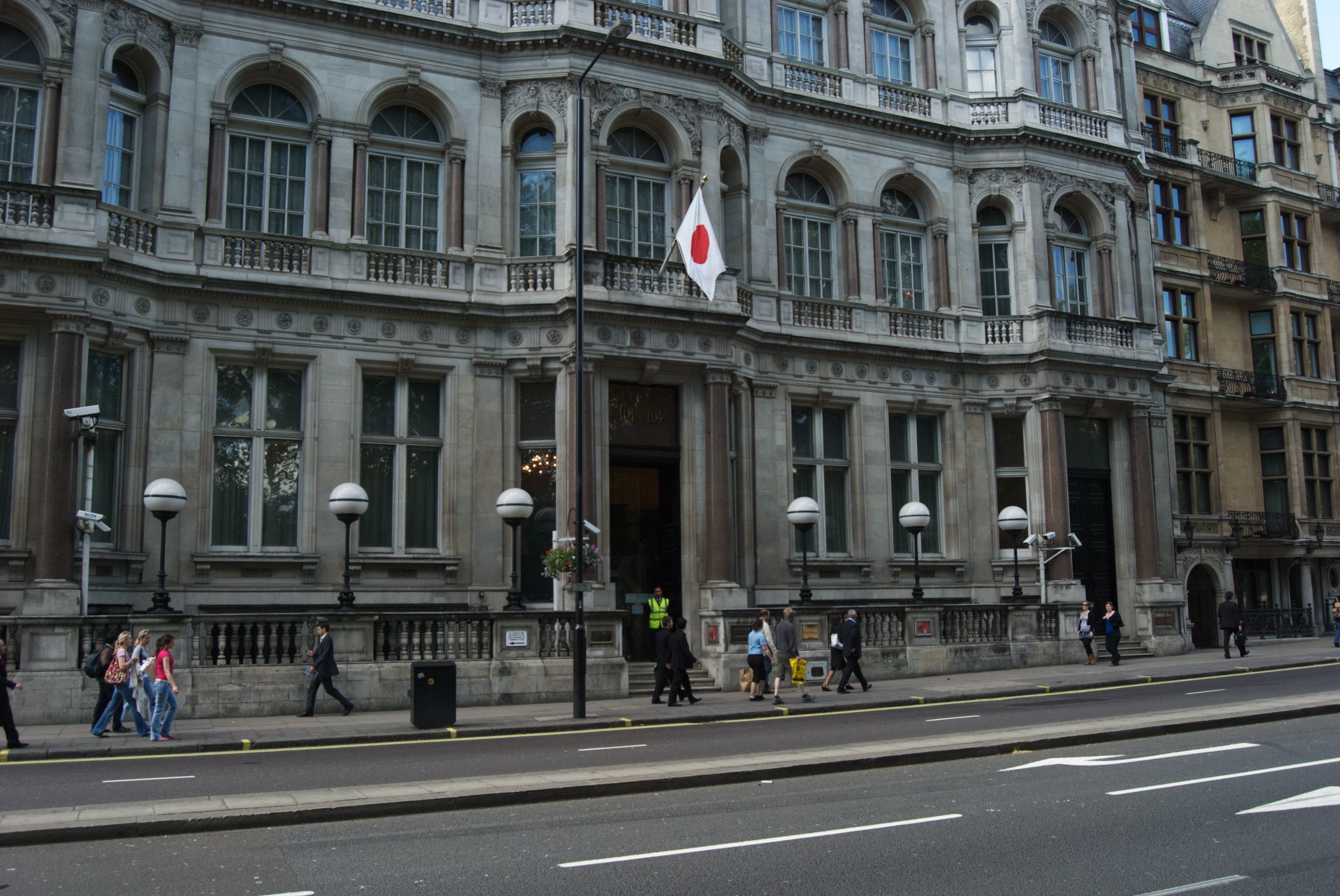
Japanische Botschaft in London